# Mårup

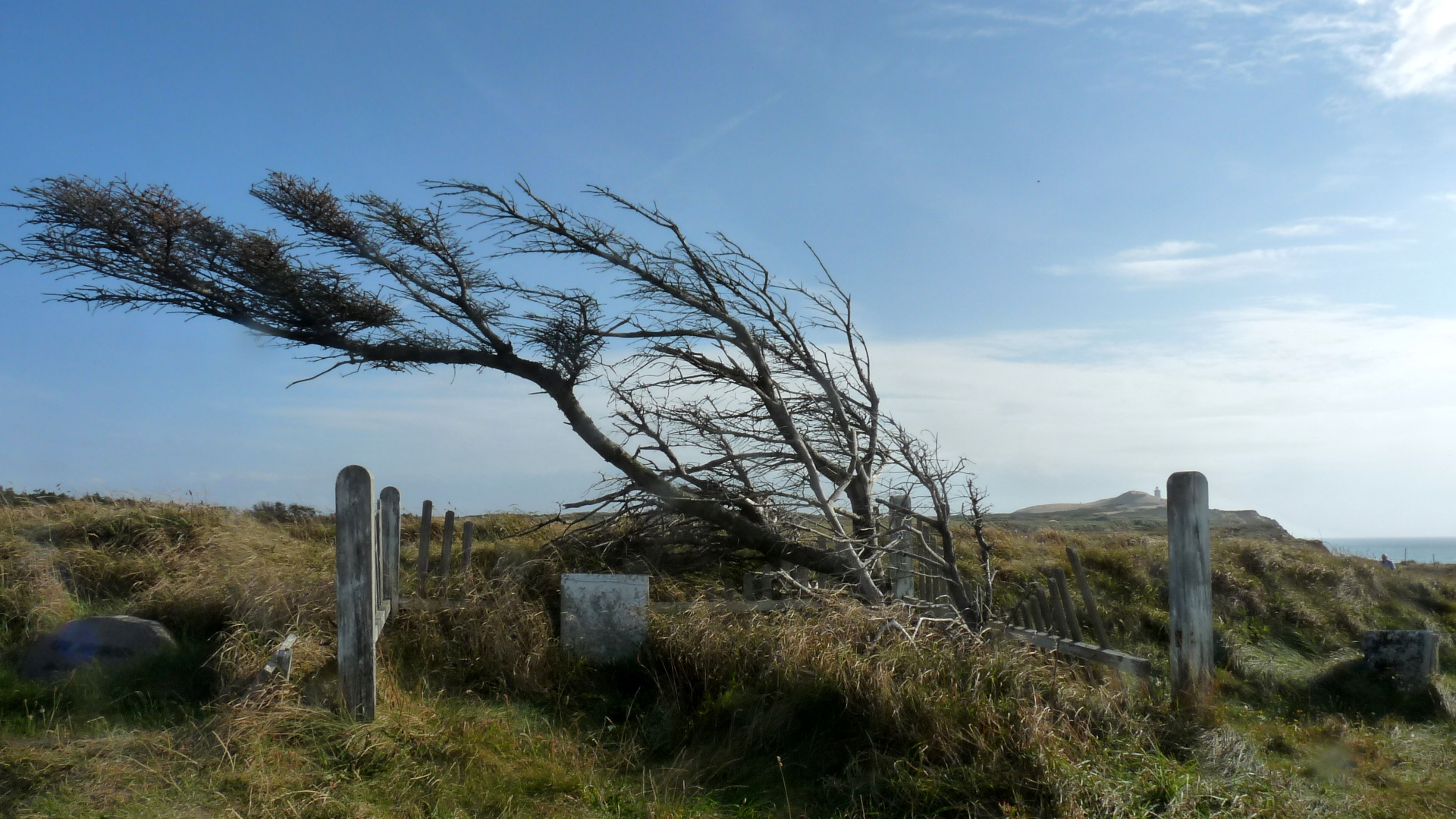
Friedhof von Mårup. Im Hintergrund Rubjerg Knude.

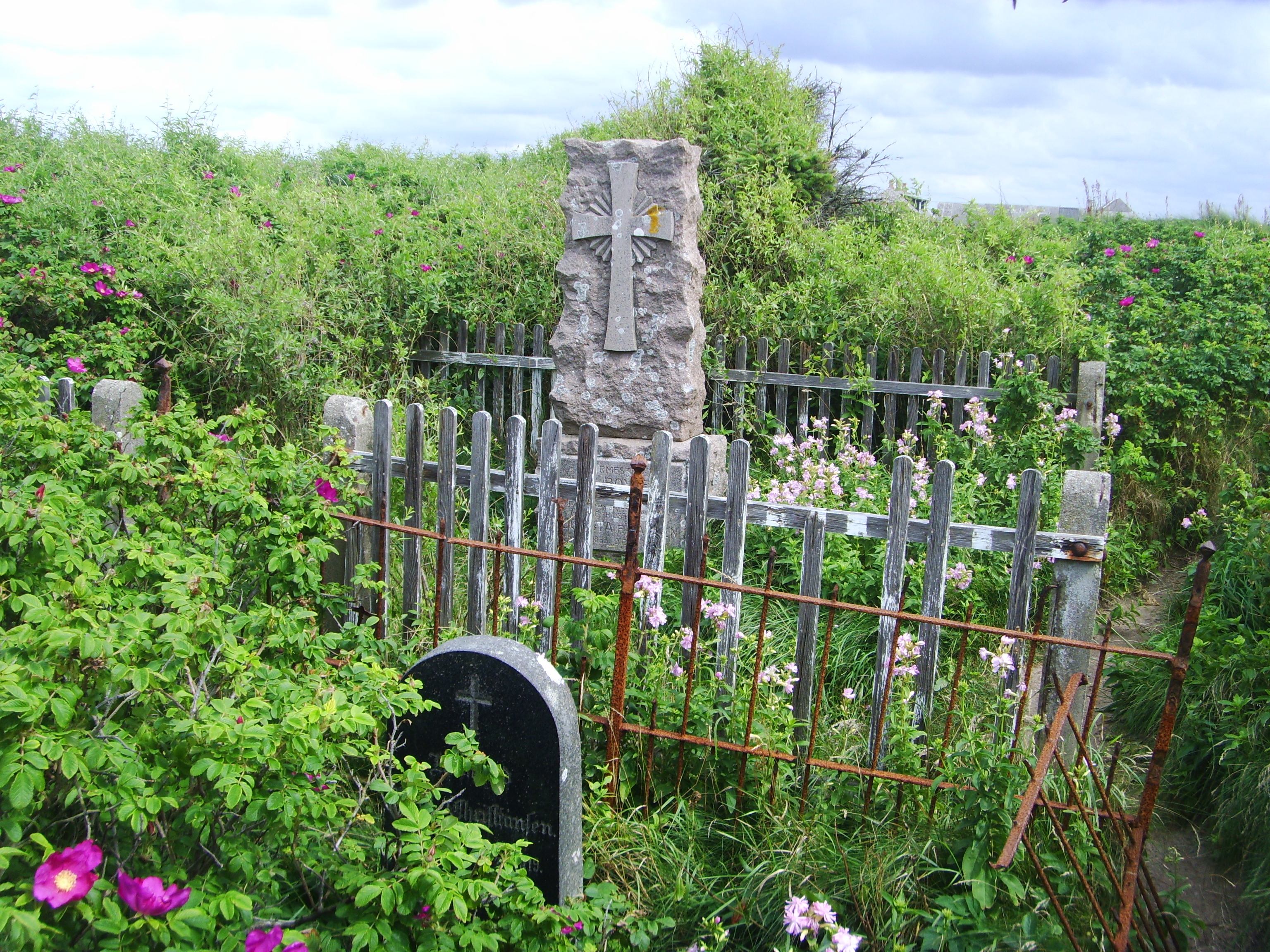
Verwilderte Gräber.

Mårup ist ein ehemaliger Kirchort in der Kommune Hjørring, direkt an der Jammerbucht im Norden Jütlands gelegen. Die Steilküste Lønstrup Klint erstreckt sich hier auf 12 km Länge. Die Dorfkirche von Mårup Sogn fiel bereits der Küstenerosion zum Opfer, die letzten Reste wurden im Herbst 2015 beseitigt. Auch Teile des Friedhofes wurden bereits ins Meer gespült.
Der Ort bietet ein eindrucksvolles Schauspiel der Küstenerosion an einer aktiven Abtragungsküste. Vor allem der Wechsel von Stürmen, Hochwasser, Regen, Frost und Tauwetter setzt den Steilküsten zu, Frostsprengungen können zu großen Landabbrüchen führen. In den vergangenen einhundert Jahren ist die Küstenlinie um 300 Meter zurückgewichen. Besucher sollten die Warnhinweise an der Abbruchkante beherzigen.

## Mårup Kirke

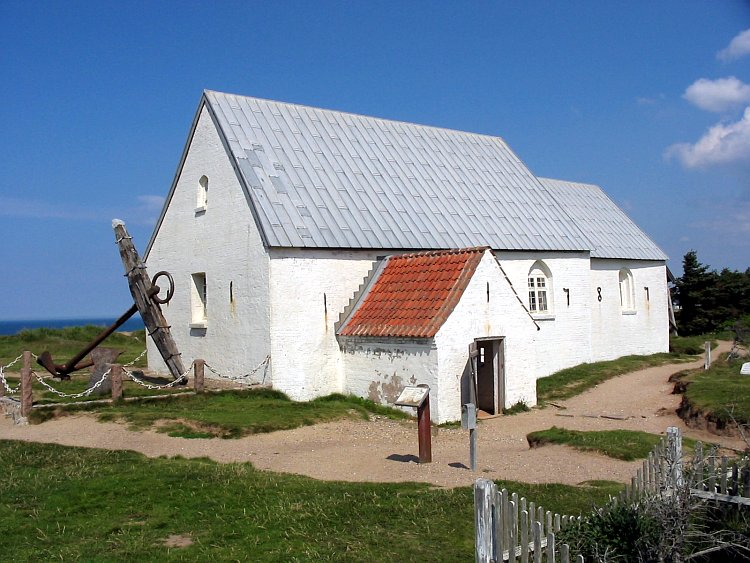
Mårup Kirke vor dem stufenweisen Abriss, Zustand 2004.

Die romanische Saalkirche mit Chor wurde im 13. Jahrhundert nach dem einfachsten Muster jütischer Dorfkirchen errichtet. Bemerkenswert war die Verstärkung der Nordwand durch rundbogige Lisenen. Nur sie bestanden aus Ziegeln, während die Kirche ansonsten aus am Strand gefundenen Steinen errichtet wurde. Dieser nicht sehr stabile Bauweise erforderte häufiger Reparaturen. Ein Kirchturm wurde im 18. Jahrhundert abgetragen und durch einen freistehenden hölzernen Glockenstuhl ersetzt.
Die Kirchengemeinde gab das Gebäude 1926 auf, die Inneneinrichtung wurde in die neuerrichtete Kirche in Lønstrup überführt. Danach befand sich nur ein mobiles Gestühl in der Kirche, in der zu besonderen Anlässen noch bis Ostern 2008 Gottesdienste gefeiert wurden. Das verwaiste Kirchengebäude ging in die Obhut des Dänischen Nationalmuseums über. 1998 fanden umfangreiche archäologische Grabungen statt.
Die schweren Stürme der folgenden Jahre haben die Küstenlinie so weit zurückgedrängt, dass wenig später die erste Ecke des Friedhofs angegriffen wurde. Die Abbruchkante war nur noch wenige Meter vom Gebäude entfernt. Jedoch versuchte ein dänisches Unternehmen, den Küstenstreifen zu sichern. Im August 2007 lehnte das Dänische Nationalmuseum unter Hinweis auf die Kosten und den Widerstand der lokalen Bevölkerung den Vorschlag ab, die Kirche in das Freilichtmuseum bei Lyngby zu versetzen. Ende November 2007 beschloss die für Kultur- und Landschaftsschutz zuständige Behörde den kontrollierten Abbau der Kirche. Dachstuhl und Inneneinrichtung wurden im Herbst 2008 abgebaut und eingelagert. 2011 wurden die Wände auf 2 m Höhe reduziert. Der weitere Rückbau sollte einen Sicherheitsabstand zur Abbruchkante von rund 6 m gewährleisten. Der Mauersockel sollte dabei erhalten bleiben, um den Gebäudeumriss möglichst lange zu kennzeichnen. Der Rückbau des Ostgiebels war zunächst für den Zeitraum 2016/19 vorgesehen. Eine Entscheidung, ob die Kirche andernorts wieder aufgebaut wird, steht noch aus.
Im August 2014 begann die dritte Rückbauphase: Die Blendsteine der Fassade wurden abgenommen, so dass der Mauerkern freilag. Zum ersten Mal überhaupt war damit der Kern mittelalterlicher Kirchenmauern in Dänemark vollständig offengelegt, was wertvolle Erkenntnisse zur historischen Bautechnik ergab.
Im September 2015 wurden die letzten Steine des Gebäudes entfernt. Dabei fand das Team um Kirchenarchäologin Henriette Rensbro unter dem Altarbereich ein mittelalterliches Kindergrab. Eine genaue Einordnung und Datierung der Funde steht noch aus. Die Ausgrabungen erstrecken sich auch auf den umliegenden Friedhof. Entlang der Friedhofswege sollen Suchgräben ausgehoben werden, um Alter und ursprüngliche Ausdehnung des Kirchhofs ermitteln zu können.
Auf dem Friedhof befindet sich ein Grab für die Opfer des Untergangs der englischen Fregatte ‚The Crescent‘ im Jahre 1808, aber wohl nicht von allen 226 Seeleuten, sondern wohl nur einiger Offiziere.

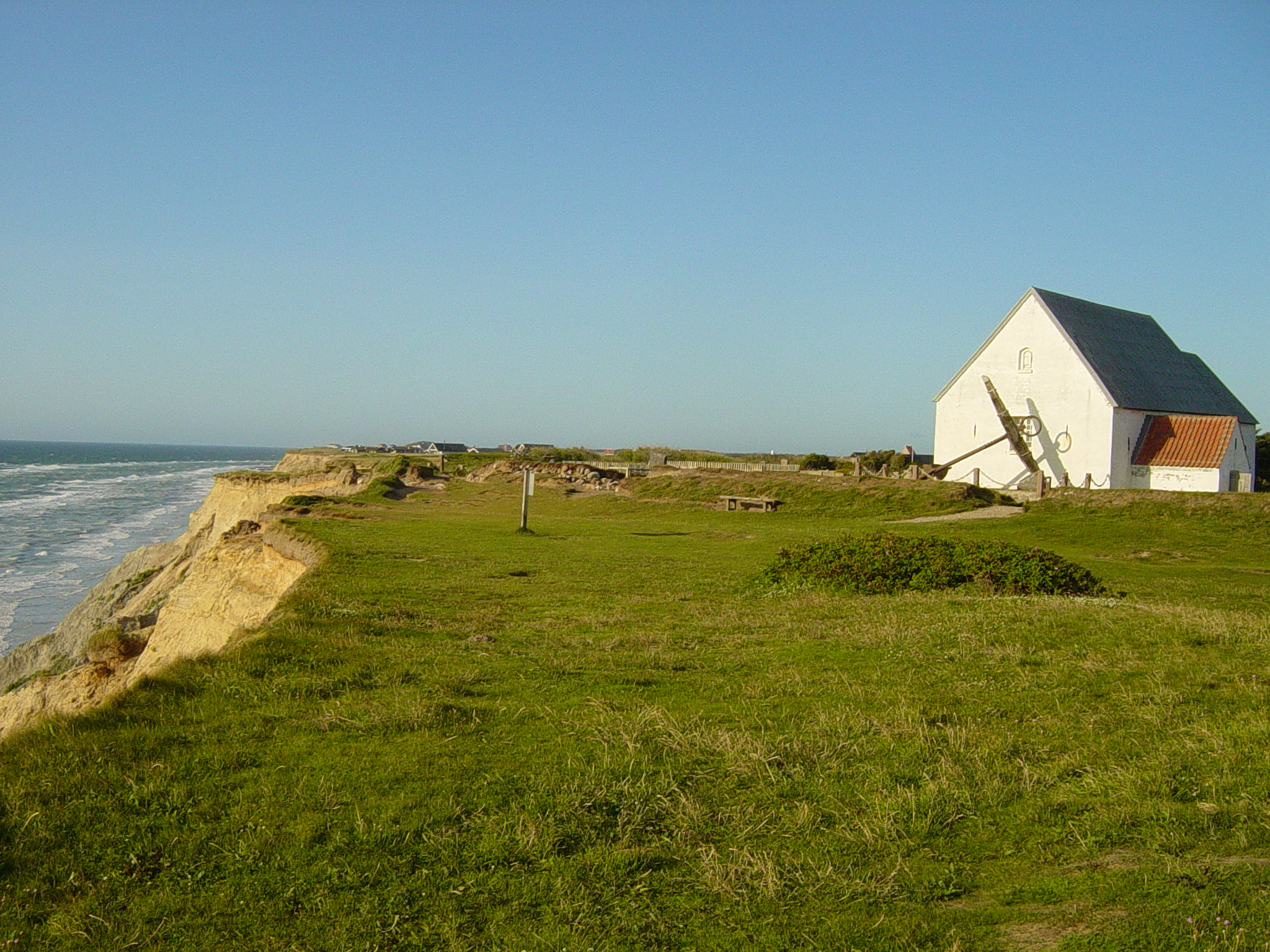
Kirche und Steilküste 2004.
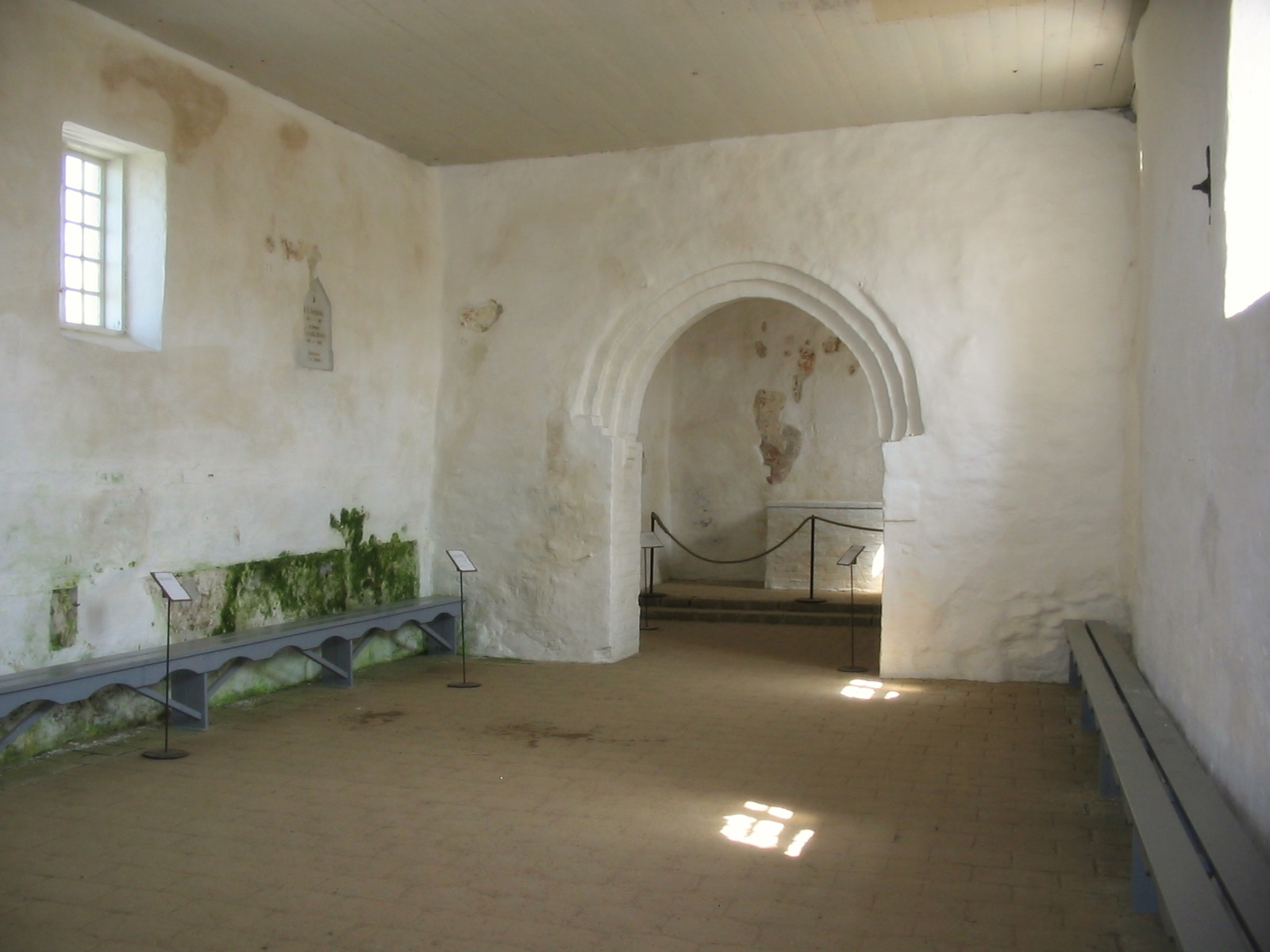
Chor 2004.
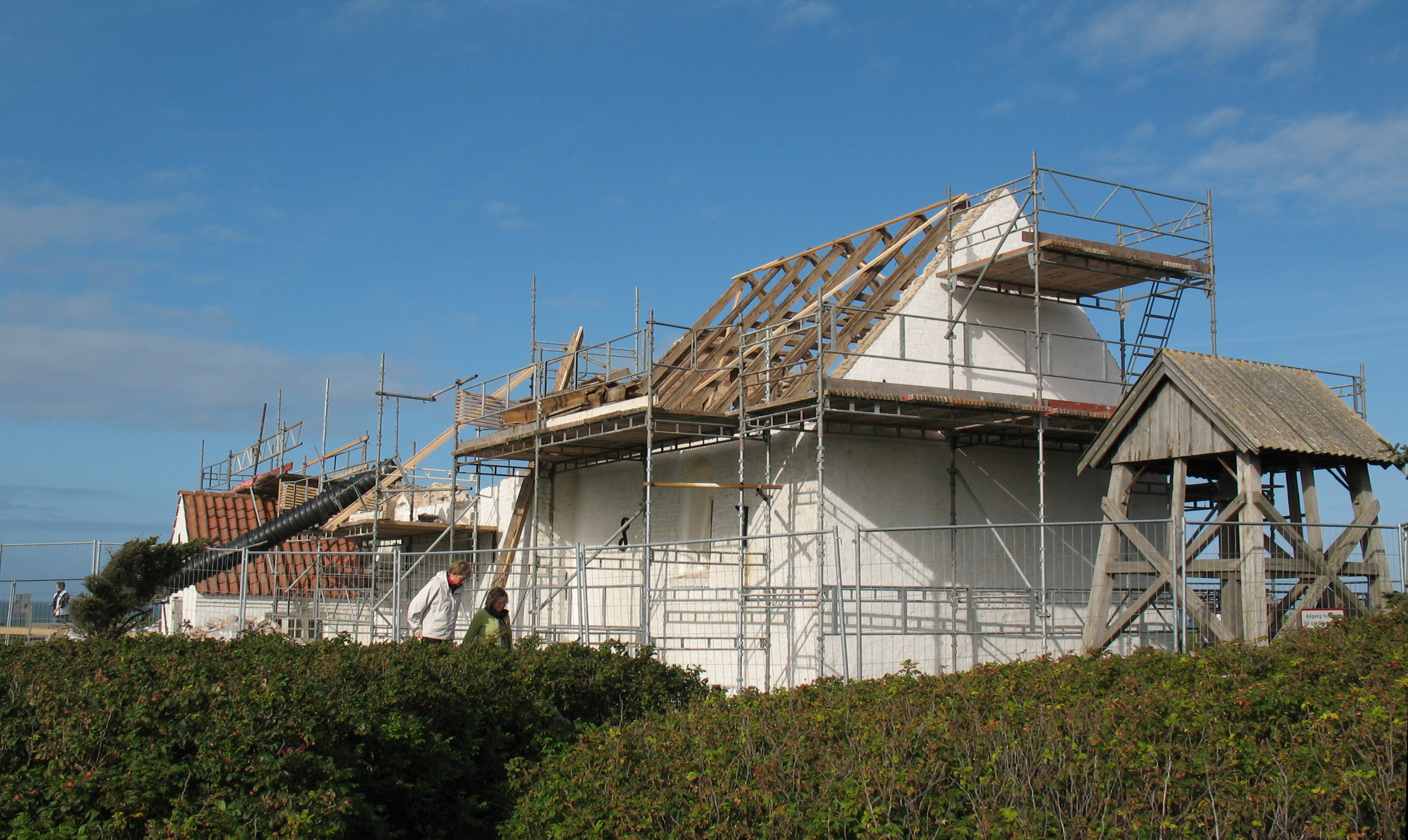
Rückbau September 2008.
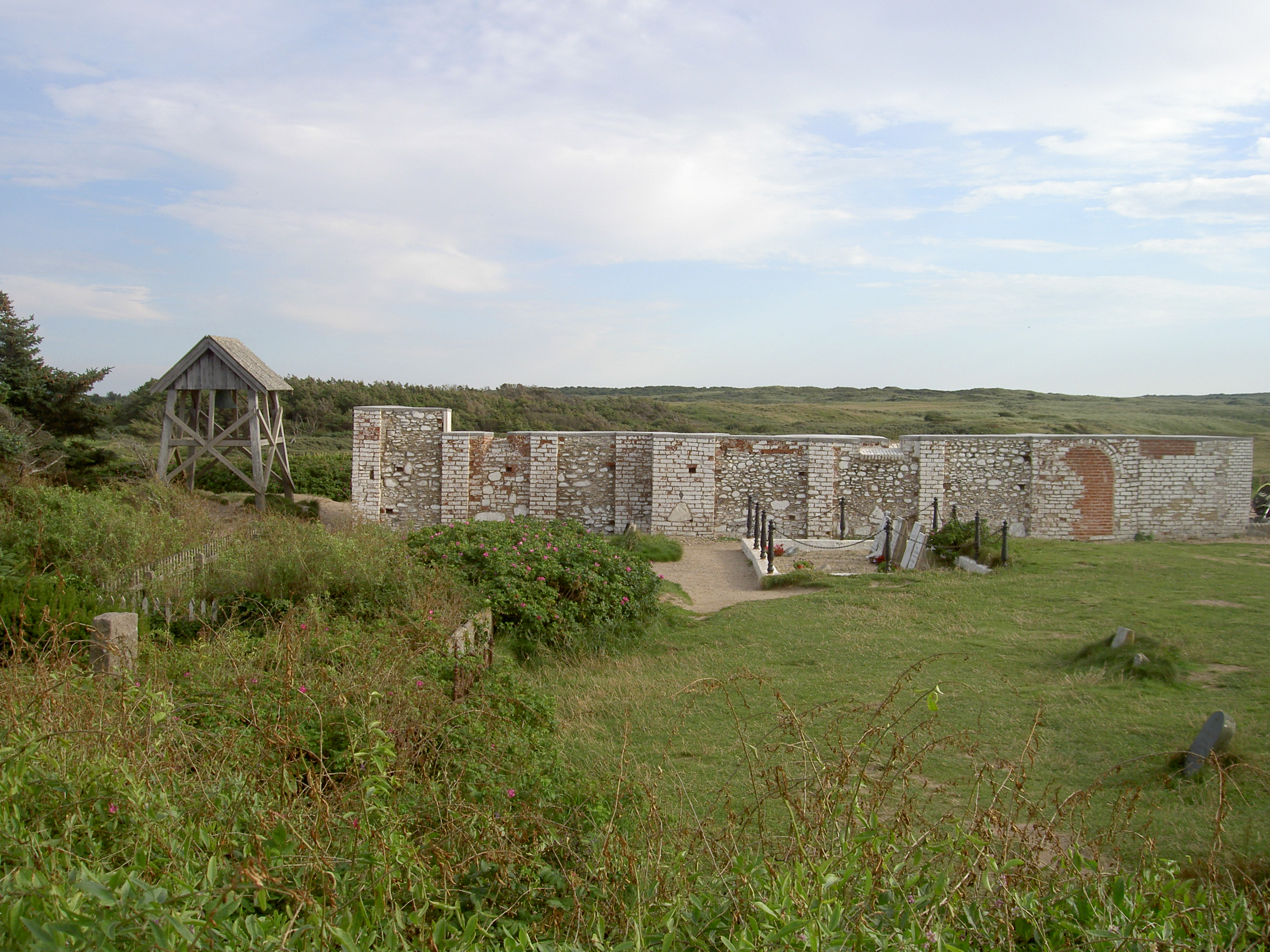
Zustand 2008.
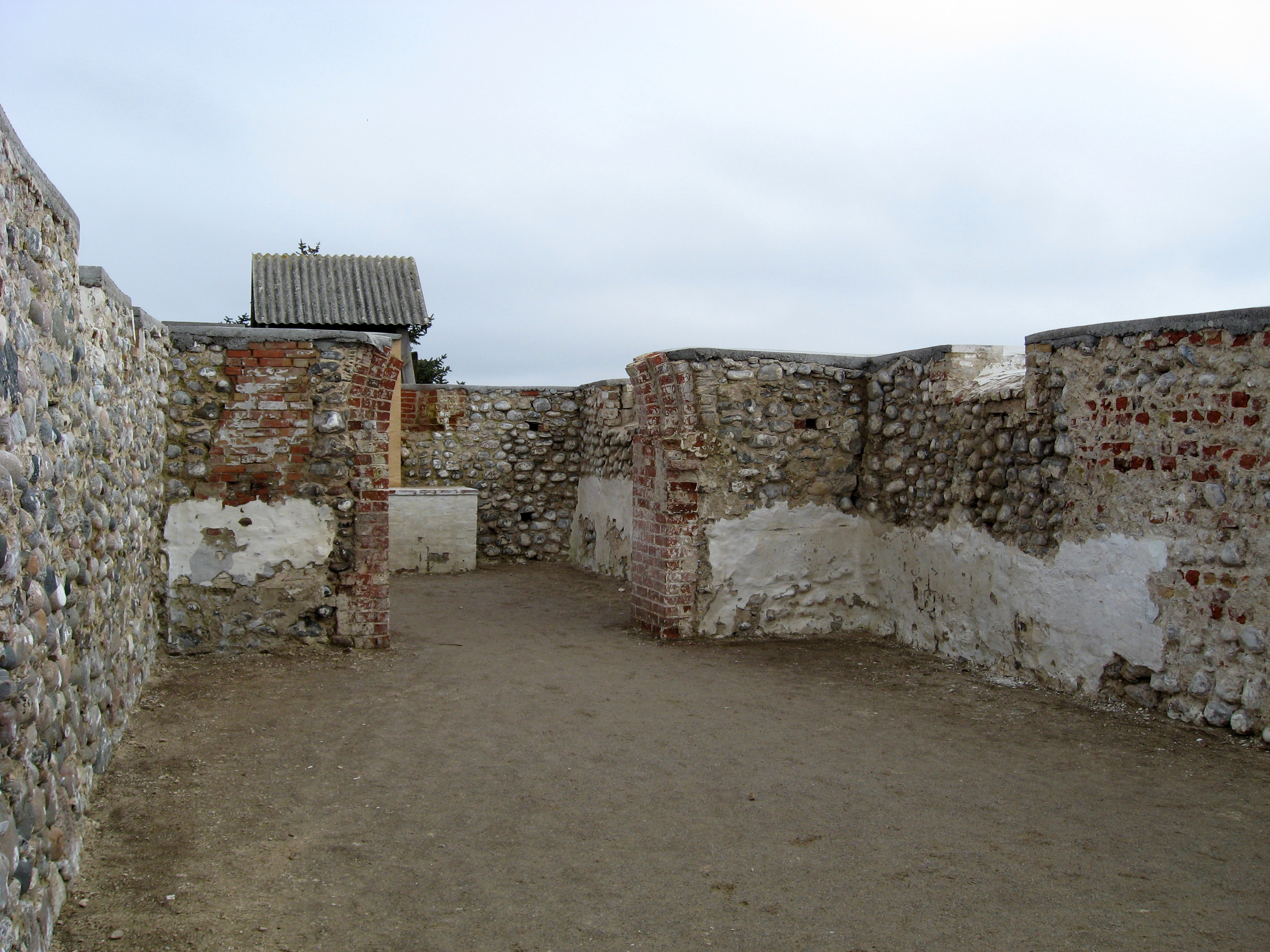
Chorraum 2009.
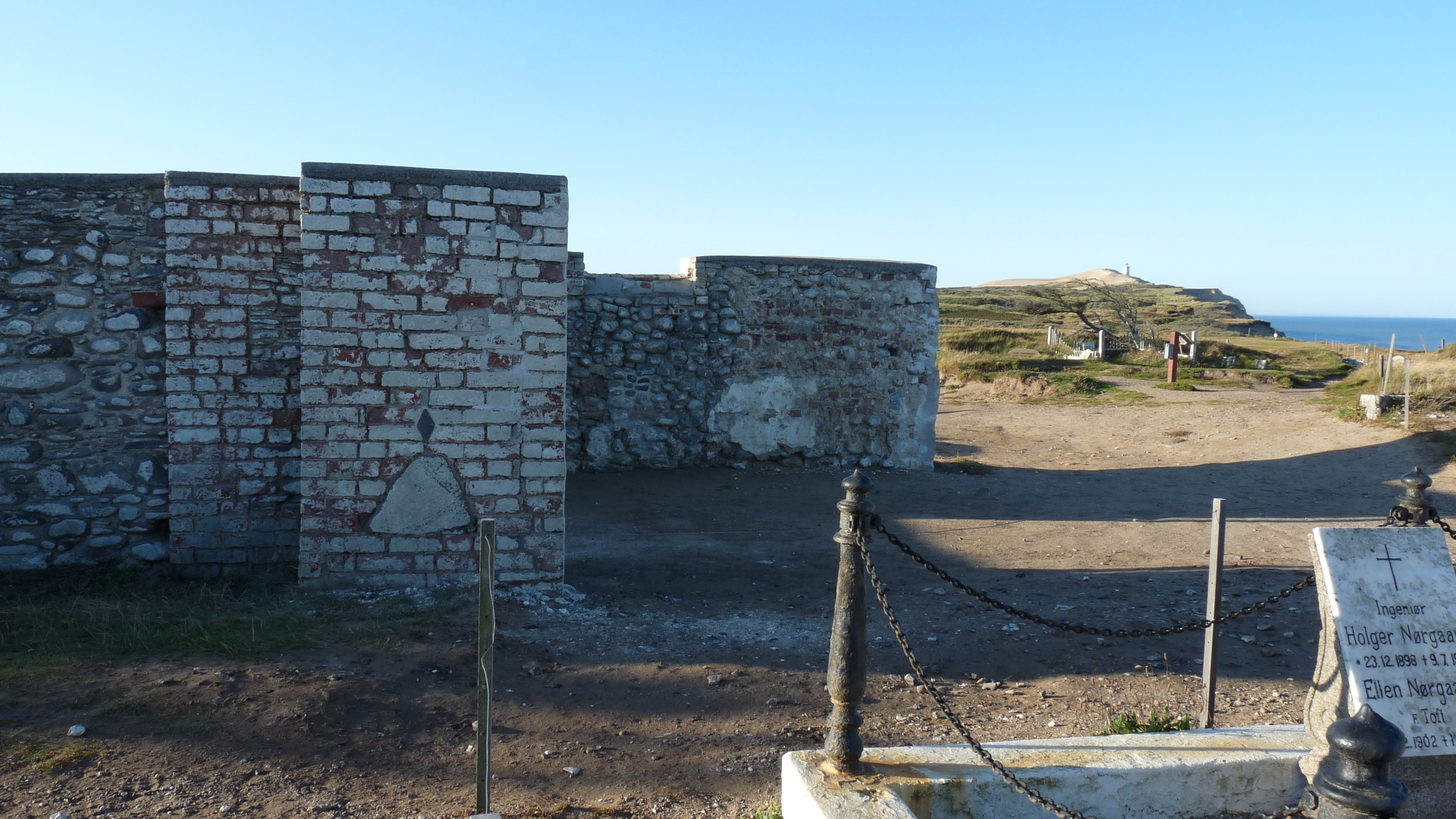
Freigelegter Mauerkern, Westgiebel abgebrochen (2014).